# Waki Yamato
Waki Yamato (japanisch 大和 和紀 Yamato Waki; * 13. März 1948 in Sapporo) ist eine japanische Mangaka. Im Deutschen erschien ihre Manga-Adaption der klassischen japanischen Erzählung Genji Monogatari.

## Werdegang und Werk
Yamatos Debüt war die kurze Serie Dorobō Tenshi, die 1966 im Magazin Shōjo Friend erschien. In solchen Magazinen, die sich an jugendliche Mädchen richten, erschienen fast alle von Yamatos Werken. Die meisten ihrer Serien sind Liebesgeschichten, viele spielen vor historischem Hintergrund. Yamatos schuf eine große Zahl kurzer Serien sowie einige längere. Die erste etwas längere Serie war Mon Chéri CoCo von 1971. Die Geschichte über eine junge Designerin wurde im Jahr darauf als Anime-Fernsehserie umgesetzt. Auch Haikara-san ga Tōru von 1974 bis 1977 wurde mehrfach verfilmt. Die Liebeskomödie erzählt von einer jungen Frau, die sich Anfang des 20. Jahrhunderts den gesellschaftlichen Erwartungen widersetzt. Der Manga war in den 1970er Jahren sehr erfolgreich. 1977 wurde er mit dem ersten Kōdansha-Manga-Preis für Shōjo-Serien ausgezeichnet.
Von 1979 bis 1992 erschien in Japan Genji Monogatari, Yamatos Umsetzung einer klassischen japanischen Liebesgeschichte, die vom Leben eines jungen Prinzen erzählt. Neben mehreren anderen Übersetzungen erschien die Serie ab 1992 beim Okawa Verlag auch auf Deutsch. Yamatos letzte lange Serie und zugleich ihr letztes Werk war der von 2009 bis 2017 erschienene Manga Ishtar no Musume: Ono no Otsūden. Dieser dreht sich um die Künstlerin, Adelige und Lehrerin Ono Otsū, die im Japan der Sengoku-Zeit gelebt hat.

## Bibliografie (Auswahl)
- Dorobō Tenshi (どろぼう天使, 1966, 1 Band)
- Gokigen Futago-chan (ごきげんふたごちゃん, 1967, 1 Band)
- Orange ni Kiss! (オレンジにキッス!, 1969, 1 Band)
- U-Turn Kinshi (Uターン禁止, 1969, 1 Band)
- Brandenburg no Asa (ブランデンブルグの朝, 1970, 1 Band)
- Hunt Hunt Hunt (ハント・ハント・ハント, 1970, 1 Band)
- Sensei wa Miniskirt ga Daisuki (先生はミニ・スカートが大好き, 1970, 1 Band)
- Hatsukoi Sensen Ijō Ari! (初恋戦線異状あり！, 1971, 1 Band)
- Mayumi no Nikki (真由子の日記, 1971, 2 Bände)
- Mon Chéri CoCo (モンシェリCoCo, 1971, 3 Bände)
- My Pinky (マイピンキー, 1971, 1 Band)
- Sensei ni Touch (先生にタッチ, 1971, 1 Band)
- Watashi no Ani wa Nu–doron (私の兄はヌードロン, 1971, 1 Band)
- Hello Gemini! (ハロージェミニ!, 1972, 2 Bände)
- Sacchan Anata no Seishun (サッちんあなたの青春, 1972, 1 Band)
- Standby OK desu (スタンバイOKで～す, 1972, 1 Band)
- Love Pack (ラブパック, 1973–1974, 3 Bände)
- Cinderella no Shi (シンデレラの死, 1974, 1 Band)
- Dandelion no Oka (ダンディライアンの丘, 1974, 1 Band)
- Love Pack (ラブパック, 1974, 3 Bände)
- Hitoribocchi Ruka (ひとりぼっち流花, 1974–1975, 3 Bände)
- Haikara-san ga Tōru (はいからさんが通る, 1974–1977, 8 Bände)
- Fuyu no Matsuri Hi (冬の祭り日, 1975, 1 Band)
- Gideon Series: Bara Shishaku (ギデオンシリーズ　薔薇子爵, 1976, 1 Band)
- Lady Mitsuko (レディーミツコ, 1976, 1 Band)
- Haikara-san ga Tōru: Bangaihen (はいからさんが通る 番外編, 1977, 1 Band)
- Haru wa Akebono Satsujin Jiken (ライオンたちの城, 1977, 1 Band)
- Lion-tachi no Shiro (ライオンたちの城, 1977, 1 Band)
- California Lullaby (カリフォルニアララバイ, 1978, 1 Band)
- Ten no Hate Chi no Kagiri (天の果て地の限り, 1978, 1 Band)
- Killa (1978, 5 Bände)
- Ten no Hate Chi no Kagiri (天の果て 地の限り, 1978–1979, 1 Band)
- Aramis ’78 (1978–1984, 4 Bände)
- Kigen 2600-nen no Play Ball (紀元2600年のプレイボール, 1979–1980, 5 Bände)
- Genji Monogatari (あさきゆめみし Asaki Yume Mishi, 1979–1992, 13 Bände)
- Aiiro Shinwa (あい色神話, 1980, 1 Band)
- Gekkōki (月光樹, 1980, 1 Band)
- Tsubasa Aru Mono (翼ある者, 1980, 1 Band)
- Yokohama Monogatari (ヨコハマ物語, 1981–1983, 8 Bände)
- Kage no Isolde (影のイゾルデ, 1983, 1 Band)
- Bodaiju (菩提樹, 1984–1985, 3 Bände)
- Fusuma Land 4.5 (フスマランド４．５, 1984, 1 Band)
- New York Komachi (Ｎ．Ｙ．小町, 1985–1988, 8 Bände)
- Nemuranai Machi Kara (眠らない街から, 1989, 1 Band)
- High Heel Cop (ハイヒールCOP, 1989–1993, 5 Bände)
- A Resha de Ikō (A列車でいこう, 1990, 1 Band)
- Nanto Ōjisama!? (なんと王子さま!?, 1990, 1 Band)
- Tenshi no Kajitsu (天使の果実, 1993–1994, 3 Bände)
- Shin High Heel Cop (新・ハイヒールCOP, 1995, 1 Band)
- Niji no Natasha (虹のナターシャ, 1995–, 5 Bände)
- Nishi Muku Samurai (にしむく士, 1997–2001, 5 Bände)
- Babysitter Gin! (ベビーシッター・ギン！, 1997–2007, 9 Bände)
- Kurenai Niofu (紅匂ふ, 2003–2007, 4 Bände)
- Pocket no Naka no Kiseki (ポケットの中の奇跡, 2007–, 2 Bände)
- Zephyrus no Mori (ゼフィルスの森, 2008, 1 Band)
- Ishtar no Musume: Ono no Otsūden (イシュタルの娘〜小野於通伝〜, 2009–2017, 16 Bände)